# Havas Jenő
Havas Jenő (Kaposvár, 1938. április 14. –) aranydiplomás kutató-vegyész, címzetes egyetemi tanár, a kémiai tudomány doktora. Édesanyja Kisgyura Erzsébet, édesapja Havas Jenő jegyző.

## Pályafutása
Az ELTE TTK-n vegyész oklevelet szerzett (1961). A Veszprémi Vegyipari Egyetemen műszaki doktorrá avatták (1964), később természettudományi doktori oklevelet szerzett (1969), a kémiai tudomány kandidátusa (1969), doktora (1985). A fűzfőgyártelepi Medicolor üzemmérnöke (1961-1962), a Nitrokémiai Ipartelepek Fizikai Laboratóriumának vezetője (1963-1965), a Veszprémi Vegyipari Egyetem Analitikai Kémiai Tanszék adjunktusa (1965-1967), a Radelkis Elektrokémiai Műszergyártó Szövetkezet, később Kft. Elektrokémiai Lab. vezetője (1967-1975), az elektroanalitikai kutatást és fejlesztést irányító főmérnöke (1975-1981), a Szövetkezet elnöke (1981-1993), a Kft. igazgatója (1992-től).
Közben New Orleansban (USA) enzimelektródokkal kapcsolatos kutatásokat folytatott (1980-1981). Az ELTE c. egyetemi docense (1979-1986), c. egyetemi tanára (1986-tól).
Tudományos pályafutásának kezdetén uránkémiával (magkémiai szakon végzett), később az ioncserélő műgyanták előállításával, mechanikai és analitikai vizsgálatával foglalkozott, majd érdeklődése az elektroanalitika és potenciometria orvosi alkalmazásai felé fordult. 
Első úttörő tudományos eredménye a hidegen polimerizáló szilikongumi alapú ionszelektív elektródok előállítás-technológiájának kidolgozása. Az elektródok új utakat nyitottak meg az elektroanalitika területén. A Pungor Ernővel közösen szabadalmaztatott ionszelektív elektródokat a világon elsőként hozták forgalomba Magyarországon, a Radelkisben. A hazai elektródgyártás megalapozója, kidolgozta a mikrokapilláris elektródok elméletét és munkatársaival alkalmazás-technikájukat. Elméleti és kísérleti munkáival elindította a magyarországi elektroanalitikai elven működő orvosi műszergyártást és az elektrokémiai arany- és ezüstötvözet alapú méhen belüli fogamzásgátlók (Goldlilly, Silverlilly) gyártását. 
A Magyar Tudományos Akadémia Analitikai Kémiai Bizottságának tagja (1985-1990). A Budapesti Iparszövetség elnöke (1994-től), a Magyar Iparszövetség alelnöke (1995-től). 
71 szabadalom tulajdonosa, illetve társtulajdonosa. Több könyv, pl. Ion- és molekulaszelektív elektródok biológiai rendszerekben. Akadémiai Kiadó. 1980 (angol és orosz nyelven is megjelent), valamint egyetemi jegyzet szerzője. 

## Díjai és kitüntetései
- Akadémiai Díj (1990)
- Eötvös Lóránd-díj (1978, 2008)
- Gábor Dénes-díj (1993),
- Magyar Köztársasági Érdemrend Kiskeresztje (1997)
- Magyar Érdemrend Tisztikeresztje (2018)